# Gemeinde Šenčur

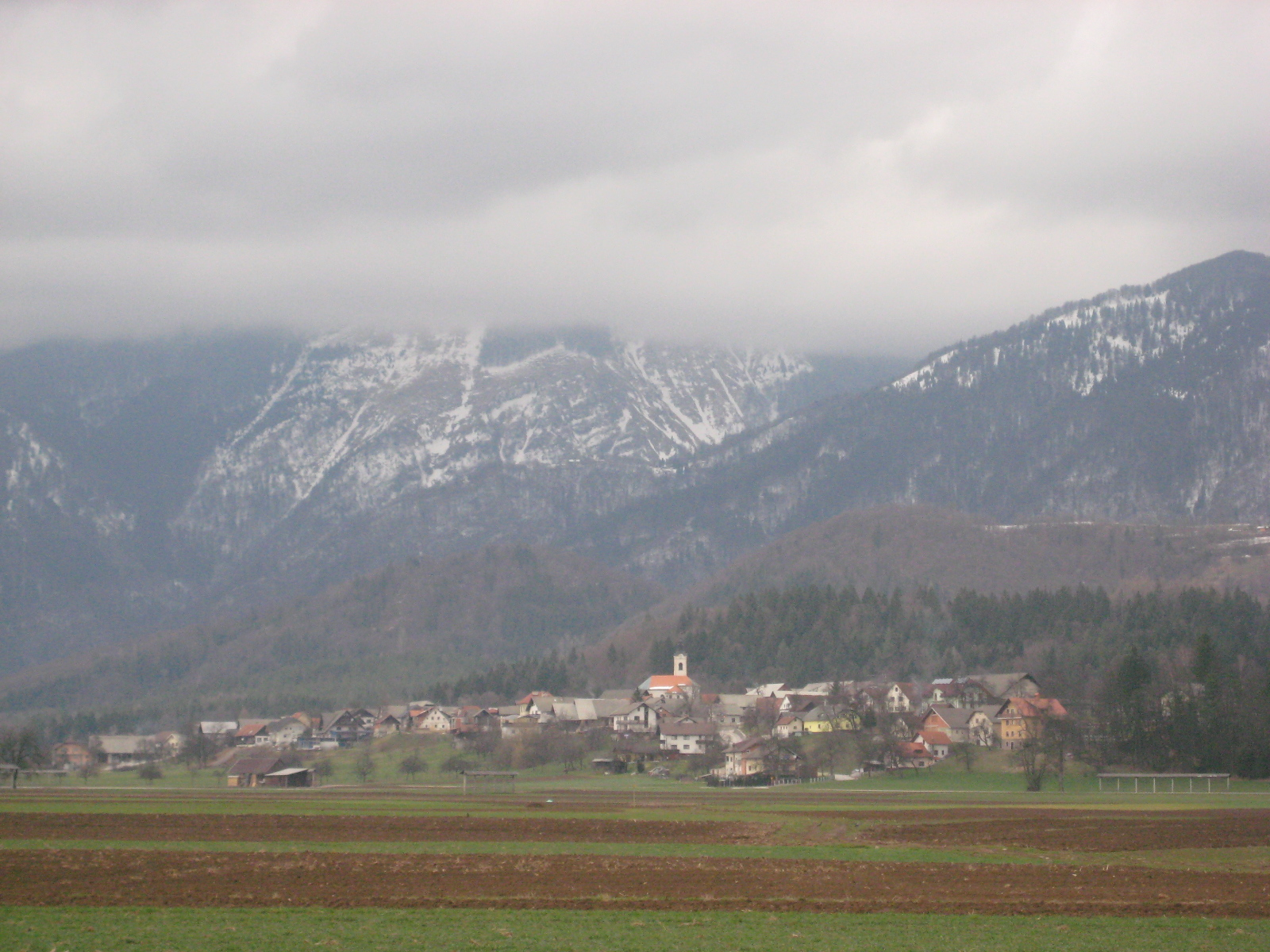
Landschaft um Šenčur (Ortschaft Olševek)

Die Gemeinde Šenčur (deutsch Sankt Georgen) ist eine Gemeinde in der Region Gorenjska (Oberkrain) in Slowenien. Sie ist benannt nach ihrem Hauptort Šenčur.

## Lage und Einwohner
Die aus zwölf Ortschaften bestehenden Gemeinde mit dem Hauptort Šenčur liegt auf 402 m in der Nähe von Kranj im mittleren Teil der Kranjska-ravnina-Ebene. Dort liegt auch der See Trbojsko jezero.

## Ortsteile
Die Gemeinde umfasst die folgenden Ortschaften (in Klammern: die bis 1918 gebräuchlichen deutschsprachigen Ortsbezeichnungen).
- Hotemaže, (dt.: „Wolhardstein“)
- Luže, (dt.: „Lausach“)
- Milje, (dt.: „Mühlen“)
- Olševek, (dt.: „Olscheuk“)
- Prebačevo, (dt.: „Prebatschewo“)
- Srednja vas pri Šenčurju, (dt.: „Mitteldorf“)
- Šenčur, (dt.: „Sankt Georgen“)
- Trboje, (dt.: „Terbeje“)
- Visoko, (dt.: „Waisach“)
- Voglje, (dt.: „Vogelsberg“)
- Voklo, (dt.: „Hülben in der Oberkrain“)
- Žerjavka (dt.: „Schereauk“)

## Nachbargemeinden
|       | Preddvor                                    |                       |
| Kranj | Kompassrose, die auf Nachbargemeinden zeigt | Cerklje na Gorenjskem |
|       | Medvode                                     | Vodice                |

## Geschichte
Bis zum Ende des Habsburgerreichs gehörte Šenčur zum Kronland Krain, wobei der Ort Teil des Gerichtsbezirks Krainburg bzw. des Bezirks Krainburg gewesen war.